# R. L. Burnside
R. L. Burnside, född 23 november 1926 i Harmontown, Mississippi, död 1 september 2005 i Memphis, Tennessee, var en amerikansk bluesmusiker, sångare och gitarrist.
Robert Lee Burnside var en bluesgitarrist och sångare från Lafayette County i norra Mississippi. Han arbetade som lantarbetare och spelade på barer (s.k. juke joints) på sin fritid. Han flyttade till Chicago 1944 eller 1947, umgicks med Muddy Waters och gifte sig med Alice Mae som han kom att vara gift med hela sitt liv. Efter flera familjetragedier under ett års tid flyttade Burnside och Mae tillbaka till Mississippi och han blev återigen lantarbetare. Burnside började spela in musik med George Mitchell som producent men i liten omfattning och först 1984 kom albumet Mississippi Hill Country Blues. Burnside fortsatte att spela i mindre sammanhang i norra Mississippi och först under 1990-talet blev han mer känd med albumet Too Bad Jim som producerades av Robert Palmer. Burnside kom ut med flera skivor efter detta, bl.a. A Ass Pocket Of Whiskey som är bluesrocksbaserat och ett resultat av ett samarbete med Jon Spencer och livealbumet Burnside on Burnside där Burnside spelade tillsammans med Kenny Brown och sin sonson Cedric Burnside. År 2000 gavs Wish I Was In Heaven Sitting Down, där Burnside på skivans sista spår, R L's Story, berättar om familjetragedierna i Chicago. Han medverkade i dokumentärfilmen Deep Blues: A Musical Pilgrimage to the Crossroads.

## Diskografi
Album
- Mississippi Hill Country Blues (1984), Fat Possum Records
- Too Bad Jim (1994), Fat Possum Records
- A Ass Pocket of Whiskey (1995), Fat Possum Records
- Mr Wizzard (1997), Fat Possum Records
- Accoustic Stories (1997), Fat Possum Records
- Come On In (1998), Fat Possum Records
- My Black Name A-Ringin' (1999), Fat Possum Records
- Wish I Was In Heaven Sitting Down (2000), Fat Possum Records
- Burnside On Burnside (2001), Fat Possum Records
- First Recordings (2003), Fat Possum Records
- Burnsides Darker Blues (2003), Fat Possum Records
- The George Mitchell Collection - Vol 26 (inspelat material från 1960-talet, återugivna 2003), Fat Possum Records
- A Bothered Mind (2004), Fat Possum Records